# Маріо Ермосо
Маріо Ермосо (ісп. Mario Hermoso, нар. 18 червня 1995, Мадрид) — іспанський футболіст, захисник  італійської «Роми». Виступав за збірну Іспанії.
На правах оренди грає в німецькому клубі «Баєр 04».

## Клубна кар'єра
Народився 18 червня 1995 року в місті Мадрид. Починав займатися футболом у школі «ЕФ де Консепсьйон», а 2006 року перейшов до кантери клубу «Реал Мадрид».
З 2014 року почав грати за «Реал Мадрид C», а наступного року був відданий в річну оренду до клубу «Реал Вальядолід». Був основним захисником цієї друголігової команди.
Протягом 2016—2017 років, повернувшись з оренди, грав за «Реал Мадрид Кастілья».
2017 року уклав контракт з «Еспаньйолом», у складі якого провів наступні два роки своєї кар'єри у статусі гравця основного складу.
У липні 2019 року за 25 мільйонів євро (пляюс можливі 4 мільйони бонусів) перейшов до мадридського «Атлетіко», з яким уклав п'ятирічний контракт.
Перед початком сезону 2024/25 Ермосо перейшов до італійської «Роми». Та в січні 2025 року футболіст відбув в оренду до кінця сезону у німецький «Баєр 04».

## Виступи за збірні
2013 року дебютував у складі юнацької збірної Іспанії (U-19), загалом на юнацькому рівні взяв участь у 5 іграх, відзначившись 2 забитими голами.
2018 року дебютував в офіційних матчах у складі національної збірної Іспанії. Наступного року виходив на поле у чотирьої іграх «червоної фурії» в рамках відбору на Євро-2020.
| Дата       | Місто       | Господарі         | Результат | Гості                | Турнір            | Голи | Примітки |
| ---------- | ----------- | ----------------- | --------- | -------------------- | ----------------- | ---- | -------- |
| 18-11-2018 | Лас-Пальмас | Іспанія           | 1 – 0     | Боснія і Герцеговина | товариський матч  | -    |          |
| 26-3-2019  | Та-Калі     | Мальта            | 0 – 2     | Іспанія              | Відбір до ЧЄ 2020 | -    |          |
| 7-6-2019   | Торсгавн    | Фарерські острови | 1 – 4     | Іспанія              | Відбір до ЧЄ 2020 | -    |          |
| 5-9-2019   | Бухарест    | Румунія           | 1 – 2     | Іспанія              | Відбір до ЧЄ 2020 | -    | 84'      |
| 8-9-2019   | Хіхон       | Іспанія           | 4 – 0     | Фарерські острови    | Відбір до ЧЄ 2020 | -    |          |
| Усього     |             | Матчів            | 5         |                      | Голів             | 0    |          |

## Титули і досягнення
- Чемпіон Іспанії (1):

«Атлетіко»: 2020-21